# IF Norcopensarna
IF Norcopensarna är en svensk bordtennisklubb från Norrköping. Föreningen bildades 1944. Klubben spelar i Division 3, 4 och 5.

## Historik
Klubben bildades den 25 mars 1944. Några ungdomar cyklade till Hults bruk i Åby och vann en pingismatch, ett par timmar senare bildades IF Norcopensarna.
Klubbens största framgångar var under 1950- och 1960-talen. 1955 vann Glenn Kindstedt och Sven-Olov Karlsson elitdubbeln i SM, klubbens största framgång dittills.
Under 1990-talet var föreningen sammanslagen med Fridtuna BTK.
Föreningens hemmaarena är Norco-hallen i Klockaretorpet.